# Стоцко, Зиновий Антонович
Зиновий Антонович Стоцко (укр. Зіновій Антонович Стоцько; 30 октября 1942 года) — украинский учёный, инженер-механик, доктор технических наук, профессор, директор Института инженерной механики и транспорта Национального университета «Львовская политехника» с 2001 по 2014 годы, заведующий кафедрой проектирования и эксплуатации машин.

## Биография
Родился 30 октября 1942 года в селе Скнилов Львовской области. Окончил Львовский политехнический институт по специальности «Полупроводниковое и электровакуумное машиностроение».
С 1964 года работает на кафедре электронного машиностроения на должностях ассистента, старшего преподавателя, доцента, заведующего кафедрой, директора института.
С 1987 года — декан механико-технологического факультета, с 2001 по 2014 год — директор Института инженерной механики и транспорта.

## Научная и учебно-методическая работа
В 1973 году защитил кандидатскую диссертацию по тематике автоматизации загрузки изделий в кассеты вибрационным способом.
В 1996 году — докторскую диссертацию на тему «Моделирование и автоматизация технологических процессов изготовления изделий электронной техники с нанесением покрытий методом напыления». Является автором 9 учебных пособий и более 180 научных трудов.

### Результаты научных исследований
Разработаны математические модели:
- загрузки деталей в технологические кассеты;
- нанесения покрытий на поверхности изделий;
- комбинированного управляющего контроля параметров изделий и достоверности технологического контроля;
- динамики вибрационных машин объёмной обработки изделий, движения рабочей среды вибрационных машин объёмной обработки с переменным параметром нелинейности, динамики системы «вибрационная машина объёмной обработки — рабочее пространство машины»;
- технологического процесса струйной обработки поверхностей изделий несвязанными твёрдыми телами.

Разработана методика организации учебного процесса студентов по направлению «Инженерная механика».
Под руководством З. А. Стоцко разработаны автоматы для контроля расхода жидкости через сопла распылителей, автоматические установки для контроля распределения жидкости в факеле распыла, автоматы для сборки изделий из цилиндрических деталей с их взаимным вторичным ориентированием, выполнен ряд госбюджетных научно-исследовательских работ, касающихся исследования и разработки средств автоматизации изготовления толстых плёнок методом литья, теоретических основ моделирования и проектирования вибрационных машин объёмной обработки изделий из дебалансным приводом и разработки теоретических основ повышения эффективности вибрационной объёмной обработки изделий.
После открытия на кафедре электронного машиностроения по специальности «Оборудование перерабатывающих и пищевых производств» под его руководством выполнены научно-исследовательские работы по новой тематике — разработано несколько типов машин для пищевой промышленности — для упаковки изделий в термоусадочную плёнку, машины для резки хлебобулочных изделий, оборудование для перфорированного надрезания паллет с прессованными изделиями, в частности с таблетками прессованной кофе.

### Руководство аспирантурой
З. А. Стоцко готовит научно-педагогические кадры высшей квалификации по специальности 05.13.07 — Автоматизация процессов управления.

### Отдельные научные публикации
1. Stotsko Z. A. Investigations on the machine parts treatment by non-bound blast particles / Z. A. Stotsko, T. O. Stefanovych // Journal of Achievements in Materials and Manufacturing Engineering, Gliwice, Poland. — December, 2011. — № 49 (2). — P. 440—459.
2. Stotsko Z. A. Vehicle wheals vibration suppression by dynamic vibration absorber / Z. A. Stotsko, B. M. Diveyev // XXI Scientific Conference Transport, Zakopane, Poland. — 2008. — № 2 (2). — P. 62.
3. Stotsko Z. A. Influence of vibratory-centrifugal strain hardening on surface quality of cylindric long-sized machine parts / Z. A. Stotsko, B. I. Sokil, J. M. Kusyy, V. G. Topilnytskyy // Journal of Achievements in Materials and Manufacturing Engineering, Gliwice, Poland. — September-October, 2006. — № 18 (1-2). — P. 25-30.

### Учебные пособия
1. Кодра Ю. В., Стоцько З. А. Технологічні машини. Розрахунок і конструювання : Навчальний посібник / За ред. З. А. Стоцька. — Львів : Видавництво Львівської політехніки, 2004—468 с.[3]
2. Кодра Ю. В., Стоцько З. А. Технологічні машини. Розрахунок і конструювання : Навчальний посібник / Видання друге, доповнене. Навч. посібник за ред. З. А. Стоцька. — Львів : Видавництво «Бескид Біт», 2004. — 466 с.
3. Берник П. С., Стоцько З. А., Паламарчук І. П., Яськов В. В., Зозуляк І. А. Механічні процеси і обладнання переробного та харчового виробництва : Навч. посібник — Львів : Видавництво Національного університету «Львівська політехніка», 2004. — 336 с.[4]
4. Паламарчук І. П., Берник П. С., Стоцько З. А, Яськов В. В., Зозуляк І. А. Теплообмінні процеси та обладнання переробного та харчового виробництва : Навч. посібник — Львів : Видавництво «Бескид Біт», 2006. — 368 с.
5. Кодра Ю. В., Стоцько З. А., Гаврильченко О. В. Завантажувальні пристрої технологічних машин. Розрахунок і конструювання: Навч. посібник / За ред. З. А. Стоцька. — Львів : Видавництво «Бескид Біт», 2008. — 356 с.
6. Кодра Ю. В., Стоцько З. А. Контрольно-вимірювальні пристрої технологічних машин: Навч. посібник / За ред. З. А. Стоцька. — Львів : Видавництво Національного університету «Львівська політехніка», 2008. — 312 с.[5]
7. Білоус Б. Д., Кузьо І. В., Мороз А. С., Пістун І. П., Стоцько З. А. Практичний довідник керівника: Навч. посібник — Луцьк: Видавництво «Волинянин», 2010. — 648 с.

## Членство в организациях
Профессор З. А. Стоцко является:
- членом Международной академии материаловедения и инженерной механики WAMME (Польша);
- действительным членом Подъемно-транспортной Академии наук Украины[6];
- членом учебно-методической комиссии «Машиностроение и металлообработка» Министерства образования и науки, молодежи и спорта Украины;
- членом научной комиссии по машиностроению Министерства образования и науки, молодежи и спорта Украины;
- членом экспертного совета по механике и транспорту государственной аккредитационной комиссии;
- членом двух специализированных учёных советов по защите докторских и кандидатских диссертаций;
- ответственным редактором украинского межведомственного научно-технического сборника «Автоматизация производственных процессов в машиностроении и приборостроении» и вестника Национального университета «Львовская политехника» «Оптимизация производственных процессов и технический контроль в машиностроении и приборостроении»;
- членом редакционного комитета по рецензированию Journal of Achievements in Materials and Manufacturing Engineering.[7];
- членом редакционной коллегии всеукраинского ежемесячного научно-технического и производственного журнала «Машиноведение».

## Награды
- Награда «Отличник образования Украины» (1994, Украина).
- Почётная грамота Кабинета Министров Украины (2004, Украина).
- Знак «Петр Могила» (2009, Украина).
- Медаль по случаю 65-летия начала материаловедения и механики в Силезии (2010, Польша).
- Награда Международной академии материаловедения и инженерной механики «Золотая сова в честь профессора Фредерика Штауба» (2010, Польша).
- Награда Международной академии материаловедения и инженерной механики «Янтарная сова» (2012, Польша).